# Ogljenšak
Ogljenšak este o localitate din comuna Slovenska Bistrica, Slovenia, cu o populație de 198 de locuitori.